# Bergfors

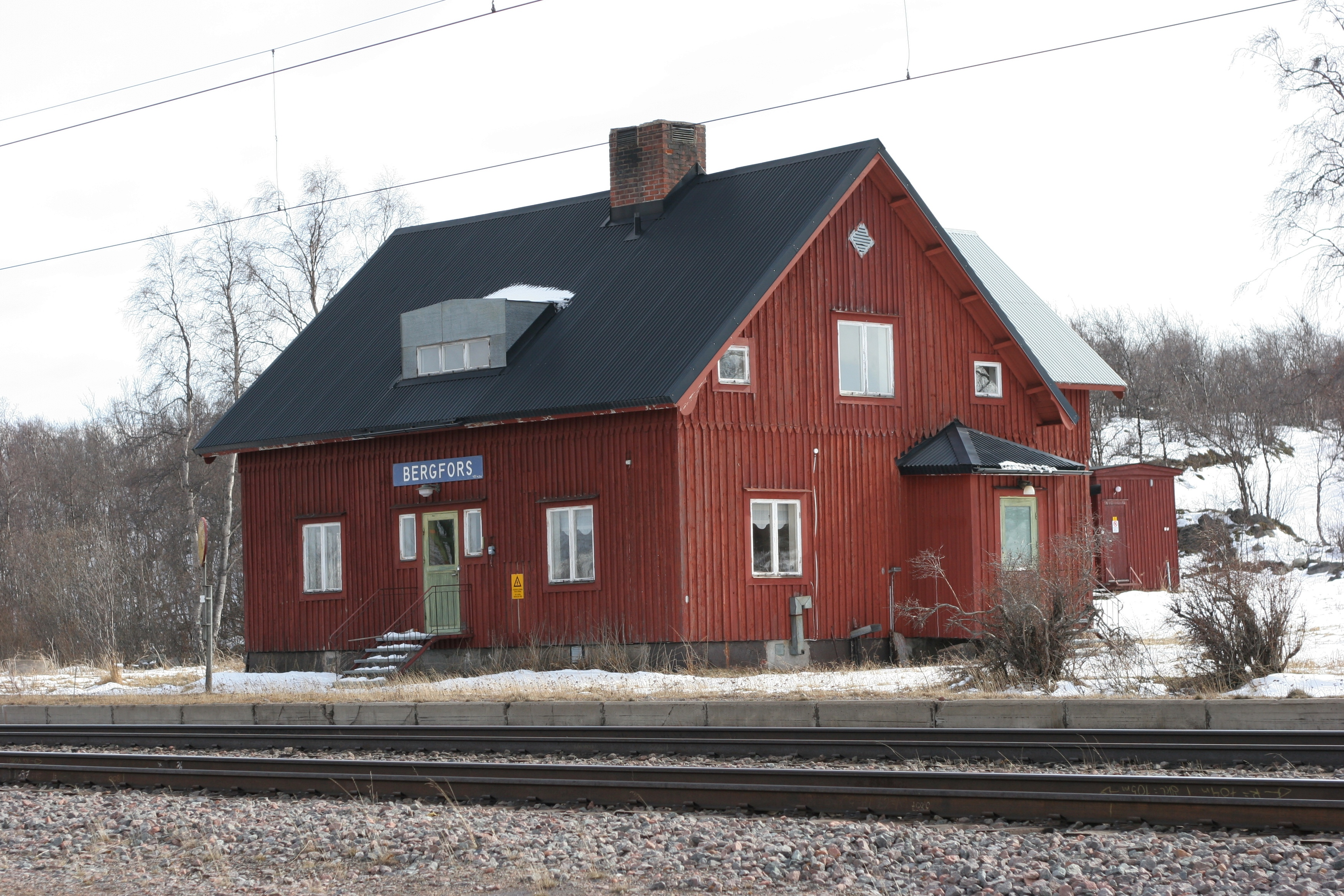
Stationshuset vid Malmbanan i Bergfors

Bergfors är en by i Kiruna kommun, Norrbottens län i Lappland belägen omkring 35 kilometer norr om Kiruna utmed E10, Nordkalottvägen. Byn ligger också alldeles vid Malmbanan.